# Wojciech Szczęsny Kaczmarek

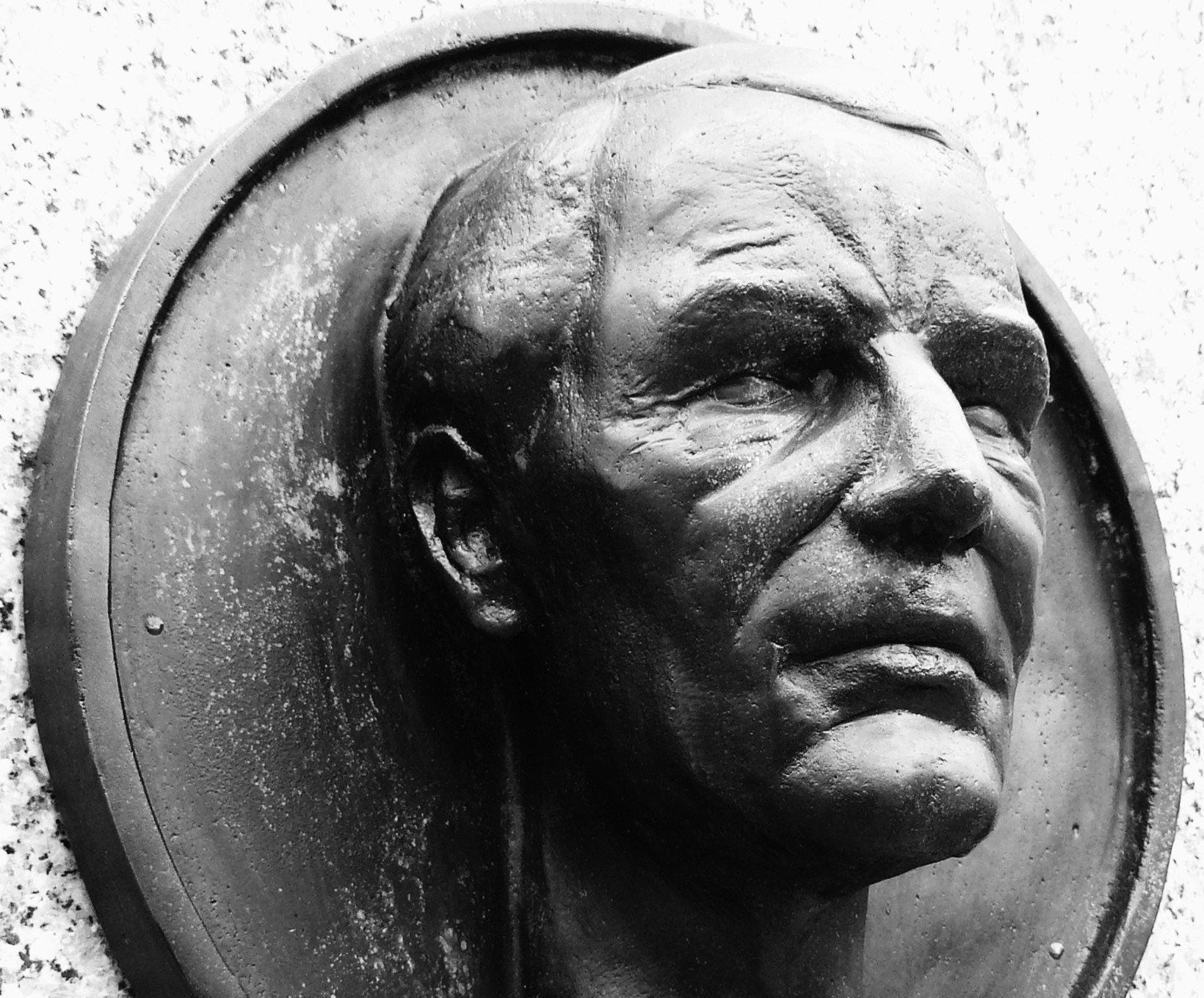
Medalion z rzeźbą przedstawiającą głowę Wojciecha Szczęsnego Kaczmarka

Wojciech Szczęsny Kazimierz Kaczmarek (ur. 24 marca 1942 w Luboniu, zm. 26 maja 2009 w Poznaniu) – polski fizyk, nauczyciel akademicki i samorządowiec, prezydent Poznania w latach 1990–1998.

## Życiorys
Urodził się w Luboniu jako syn Telesfora Kaczmarka oraz Węgierki Zyty z Omasztów. W wieku dwóch lat zapadł na chorobę Heinego-Medina. Maturę zdał w III Liceum Ogólnokształcącym im. Marcina Kasprzaka w Poznaniu.
W 1966 został absolwentem Wydziału Fizyki Uniwersytetu im. Adama Mickiewicza w Poznaniu. Na tej uczelni obronił pracę doktorską oraz uzyskał habilitację z zakresu nauk fizycznych, prowadził zajęcia do czasu zaprzestania pracy naukowej w 1990. W latach 80. działał w „Solidarności”. Pracował naukowo na uczelniach w Zurychu i Paryżu.
W latach 1990–1998 przez dwie kadencje sprawował urząd prezydenta Poznania. W 1990 wybrany został przewagą jednego głosu (jego kontrkandydatami byli Maciej Musiał, Jerzy Pomin i Andrzej Porawski). Współtworzył i objął stanowisko prezesa reaktywowanego Związku Miast Polskich. Przez trzy kadencje (1990–2002) zasiadał w poznańskiej radzie miasta, m.in. z ramienia Unii Wolności. W 2002 bez powodzenia ubiegał się o wybór na urząd prezydenta miasta w wyborach bezpośrednich (przegrał w drugiej turze z Ryszardem Grobelnym). W latach 2000–2003 pełnił funkcję konsula generalnego RP w Paryżu.
W 2004 kandydował do Parlamentu Europejskiego z listy Inicjatywy dla Polski, rok później otwierał poznańską listę Partii Demokratycznej w wyborach do Sejmu.
Został pochowany na cmentarzu Junikowo w Poznaniu.

## Odznaczenia, wyróżnienia i upamiętnienie
W 1997 uhonorowany francuską Legią Honorową.
W 1999, za wybitne zasługi w działalności publicznej i społecznej, został odznaczony Krzyżem Oficerskim Orderu Odrodzenia Polski. W 2009, za wybitne zasługi dla samorządu terytorialnego i przemian demokratycznych w Polsce, za działalność państwową i publiczną, za osiągnięcia w pracy naukowej i dydaktycznej, nadano mu Krzyż Komandorski tego orderu.
W 2011 odsłonięto jego pomnik w Poznaniu. W 2019 na Starym Rynku w Poznaniu zorganizowana została plenerowa wystawa w celu przybliżenia jego postaci.